# Armin Baumert
Armin Baumert (ur. 20 kwietnia 1943 w Zielonej Górze, zm. 22 stycznia 2022) – niemiecki lekkoatleta, skoczek w dal. W czasie swojej kariery reprezentował Republikę Federalną Niemiec.
Zdobył srebrny medal na pierwszych europejskich igrzyskach halowych w 1966 w Dortmundzie. Pokonał go tylko Igor Ter-Owanesian ze Związku Radzieckiego, a za nim uplasował się jego kolega z reprezentacji Jochen Eigenherr. 
Baumert był wicemistrzem RFN w skoku w dal w 1964. Był również mistrzem RFN w hali w 1966 i brązowym medalistą w 1964.